# Сантяго де Куба (провинция)
Сантяго де Куба е провинция в Куба с площ 6156.44 км² и население 1 043 202 души (2004). Административен център на провинцията е град Сантяго де Куба.

## Административно деление
Провинцията се поделя на 9 общини.

## Население
Населението на провинцията през 2004 година е 1 043 202 души от които 404 100 са от бялата раса.